# Segni (Latium)
Segni (lateinisch Signia) ist eine italienische Gemeinde mit 8976 Einwohnern (Stand 31. Dezember 2023) in der Metropolitanstadt Rom in der Region Latium.
|  |

## Geographie
Segni liegt 58 km südöstlich von Rom und 40 km nordwestlich von Frosinone. Es liegt am Rande der Monti Lepini auf einem Höhenrücken oberhalb des Tals des Sacco. Das Gemeindegebiet erstreckt sich von 187 bis 1378 m s.l.m, auf dem Monte Lupone. Zur Gemeinde gehören die Ortsteile Pantano, Pietrafalla, Recchia und Torre Santi, die im Tal liegen.
Segni ist Mitglied der Comunità Montana Monti Lepini. Die Gemeinde liegt in der Erdbebenzone 2 (mittel gefährdet).
Die Nachbargemeinden sind Artena, Colleferro, Cori (LT), Gavignano, Montelanico, Paliano (FR) und Rocca Massima (LT).

### Verkehr
Das Gemeindegebiet von Segni wird von der strada regionale Carpinetana (SR 609), die von Colleferro im Saccotal nach Priverno in der Pontinischen Ebene führt, durchzogen. Die nächste Autobahnauffahrt ist Colleferro an der A1 Autostrada del Sole in 11 km Entfernung.
Das Gemeindegebiet wird von der Schnellfahrstrecke Roma–Napoli ohne Halt durchquert. Der nächste Bahnhof Colleferro-Segni-Paliano in Colleferro-Scalo an der Bahnstrecke Roma–Cassino–Napoli, liegt in 9 km Entfernung.

## Geschichte
Segni, das antike Signia, geht auf eine Siedlung der Volsker zurück. Der römischen König Tarquinius Superbus soll 513 v. Chr. hier eine Kolonie gegründet haben. 89 v. Chr. wurde Signia Municipium, worauf das Kürzel S.P.Q.S. (Senatus Populusque Signinus) verwendet wurde. In der römischen Antike war die Stadt in strategischer Lage über dem Saccotal eine blühende Gemeinde, die jedoch durch die Gotenkriege im 6. Jahrhundert stark in Mitleidenschaft gezogen wurde. In der Folge wurde es Teil des Patrimonium Petri. Im 12. und 13. Jahrhundert war es mehrfach Residenz von Päpsten. Sixtus V. erhob es 1585 zum Herzogtum. 1870 wurde Segni Teil des Königreichs Italien.

## Bevölkerungsentwicklung
| Jahr      | 1881 | 1901 | 1921 | 1936 | 1951 | 1971 | 1991 | 2001 |
| --------- | ---- | ---- | ---- | ---- | ---- | ---- | ---- | ---- |
| Einwohner | 5789 | 6942 | 7323 | 8183 | 9202 | 8284 | 8306 | 8780 |

Quelle: ISTAT

## Politik
Stefano Corsi (Bürgerliste Impegno e Cambiamento per Segni) wurde im Juni 2009 zum Bürgermeister gewählt. Er löste Renato Cacciotti (Mitte-links-Bündnis) (seit 2004) ab, der nicht mehr kandidierte.

### Wappen
Auf rotem Schild eine silberne Burg, darüber ein goldener Greif, darunter die Buchstaben SPQS, umrandet mit einem Schriftband mit dem Wahlspruch „Signia Civitas prima romanorum colonia“.

### Partnerstadt
- Mykines, das antike Mykene

## Religion
Die Bevölkerung von Segni gehört mehrheitlich der römisch-katholischen Kirche an. Das Bistum Segni wurde im 5. Jahrhundert gegründet und 1981 mit dem Bistum Velletri vereinigt.

## Sehenswürdigkeiten

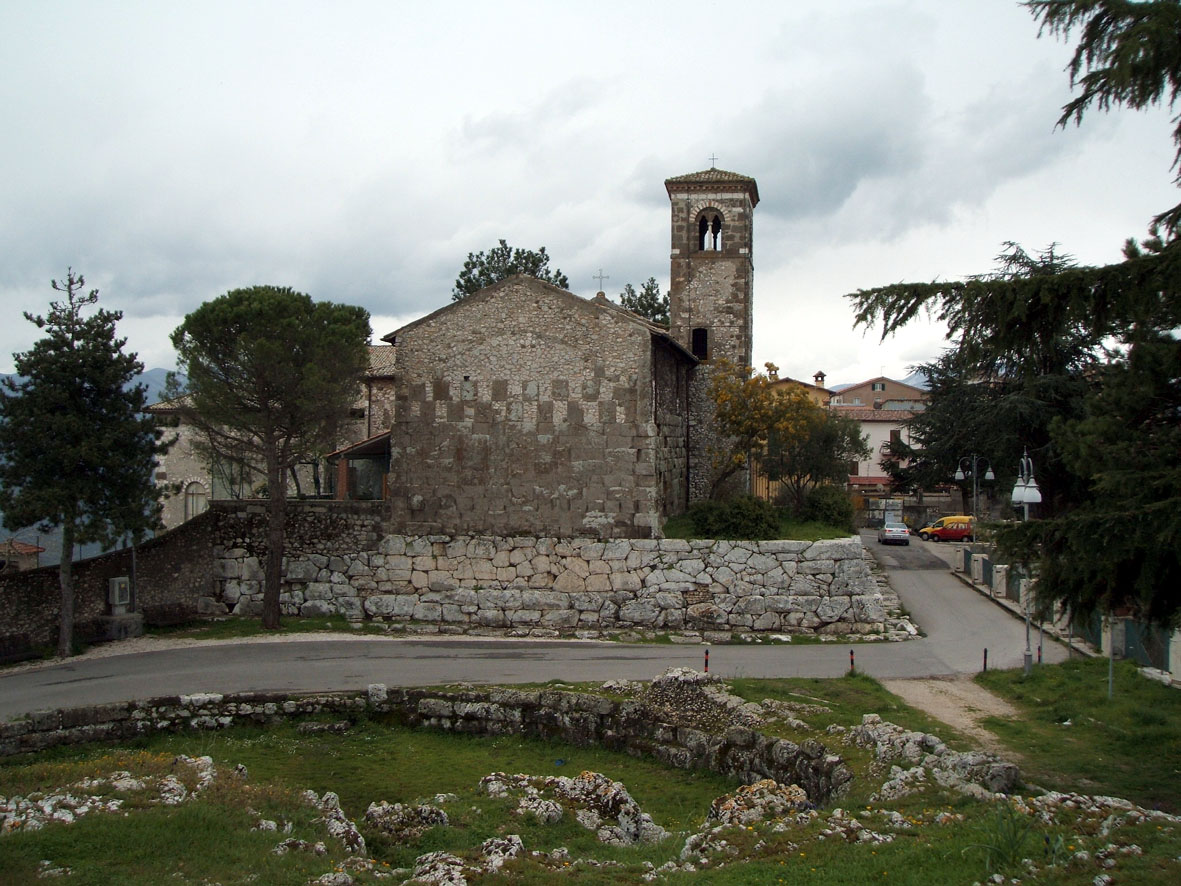
San Pietro mit Mauern des Iunotempels

- Die Konkathedrale Santa Maria Assunta wurde im 17. Jahrhundert über der Vorgängerkirche aus dem 10. Jahrhundert errichtet. Die neoklassizistische Fassade stammt von Valadier.
- Die Stadtmauer aus Zyklopenmauerwerk aus dem 6. Jahrhundert v. Chr. ist noch gut erhalten.
- Die Kirche San Pietro (13. Jahrhundert) wurde in die Cella des Tempels der Iuno Moneta (3.–2. Jahrhundert v. Chr.) eingebaut. Um sie herum finden sich Reste der Akropolis.
- Das Archäologische Museum (Museo archeologico) zeigt Funde aus der über 2500 Jahre alten Geschichte von Segni.

## Söhne und Töchter der Stadt
- Vitalian († 672), Papst
- Vincenzo Kardinal Fagiolo (* 1918; † 2000), Kurienkardinal
- Angelo Kardinal Felici (* 1919; † 2007), Kurienkardinal
- Ettore Felici (* 1881; † 1951), Erzbischof und Diplomat des Heiligen Stuhls
- Pericle Kardinal Felici (* 1911; † 1982), Kurienkardinal
- Lorenzo Loppa (* 1947), Bischof von Anagni-Alatri
- Luigi Vari (* 1957), Erzbischof von Gaeta